# Gina Lollobrigida

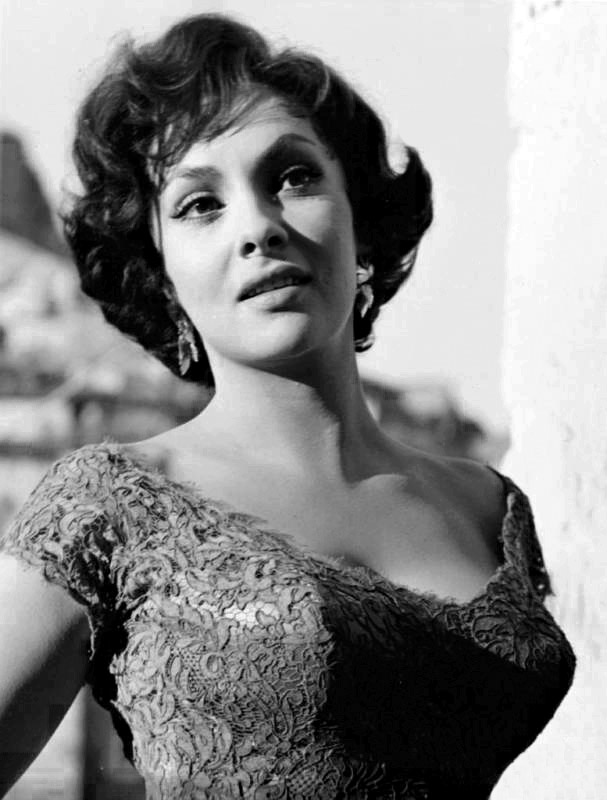
Gina Lollobrigida, 1960er Jahre

Luigia „Gina“ Lollobrigida (* 4. Juli 1927 in Subiaco; † 16. Januar 2023 in Rom) war eine italienische Schauspielerin, Fotografin und Bildhauerin. Ab Mitte der 1940er Jahre wirkte sie in 70 Film- und Fernsehproduktionen mit, darunter sowohl Komödien als auch Dramen. In der Zeit nach dem Zweiten Weltkrieg avancierte sie zum Sexsymbol des italienischen Kinos.
Dem internationalen Publikum wurde sie durch den Historienfilm Fanfan, der Husar (1952) bekannt. Bis Ende der 1960er Jahre folgten Auftritte in internationalen Kinoproduktionen wie Trapez, Der Glöckner von Notre Dame, Salomon und die Königin von Saba und Fremde Bettgesellen. 
1961 wurde Lollobrigida bei der Golden-Globe-Verleihung als beliebteste internationale Schauspielerin ausgezeichnet. Daneben gewann sie mit dem Nastro d’Argento und David di Donatello mehrfach Italiens wichtigste Filmpreise und wurde in Deutschland mit sechs Bambis ausgezeichnet. Ab den 1970er Jahren betätigte sie sich verstärkt als Fotografin und Bildhauerin und trat nur noch gelegentlich als Schauspielerin in Erscheinung.

## Leben

### Kindheit und Ausbildung

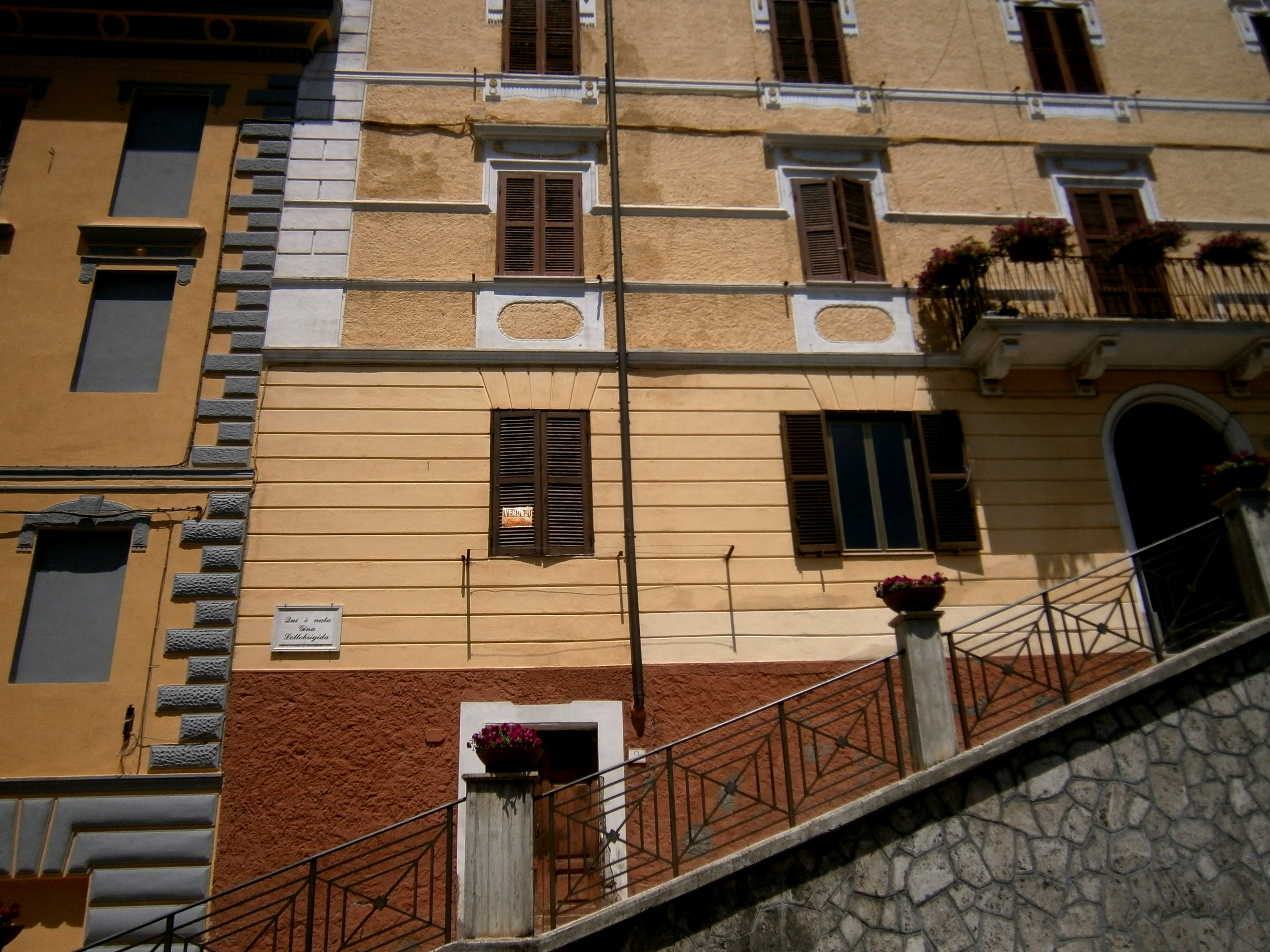
Haus mit Tafel Qui è nata Gina Lollobridgida („Hier ist Gina Lollobrigida geboren“)

Gina Lollobrigida wurde 1927 in der Nähe von Rom als zweitälteste von vier Töchtern des Möbelherstellers Giovanni Mercuri Lollobrigida und seiner Ehefrau Giuseppina geboren. Sie erhielt Privatunterricht in Gesang, Tanz, Zeichnen sowie Sprechunterricht. Nachdem die Fabrik des Vaters am Ende des Zweiten Weltkriegs zerstört worden war, zog die Familie nach Rom, wo Lollobrigida in bescheidenen Verhältnissen lebte.
In ihrer ersten Zeit in Rom verdiente sich Lollobrigida durch Gelegenheitsjobs Geld, sie zog durch die Lokale und zeichnete Karikaturen. 1945 erhielt sie eine Rolle in Eduardo Scarpettas Komödie Santarellina im Teatro della Concordia von Monte Castello di Vibio, dem kleinsten Theater „all’italiana“ der Welt. 1946 begann sie dank eines Stipendiums ein Studium der Bildhauerei und Malerei am Liceo Artistico in Rom. Auch absolvierte sie eine Ausbildung zur Opernsängerin und erschien als Gina Loris in italienischen Fotoromanen. Ein Jahr später wurde sie auf der Straße von dem Filmproduzenten Mario Costa entdeckt und begann, Statistenrollen beim Film zu übernehmen. Bald folgten erste Hauptrollen, durch die angeblich der Milliardär Howard Hughes auf sie aufmerksam wurde; einen von ihm angebotenen Filmvertrag soll sie abgelehnt haben. Weitere Popularität brachte ihr die Teilnahme an Schönheitswettbewerben. War sie bereits als Dreijährige zum „schönsten Kleinkind Italiens“ gekürt worden, folgten 1947 ein zweiter Platz beim Wettbewerb zur „Miss Roma“ und ein dritter Platz bei der Wahl zur „Miss Italia“.

### Aufstieg zum internationalen Filmstar

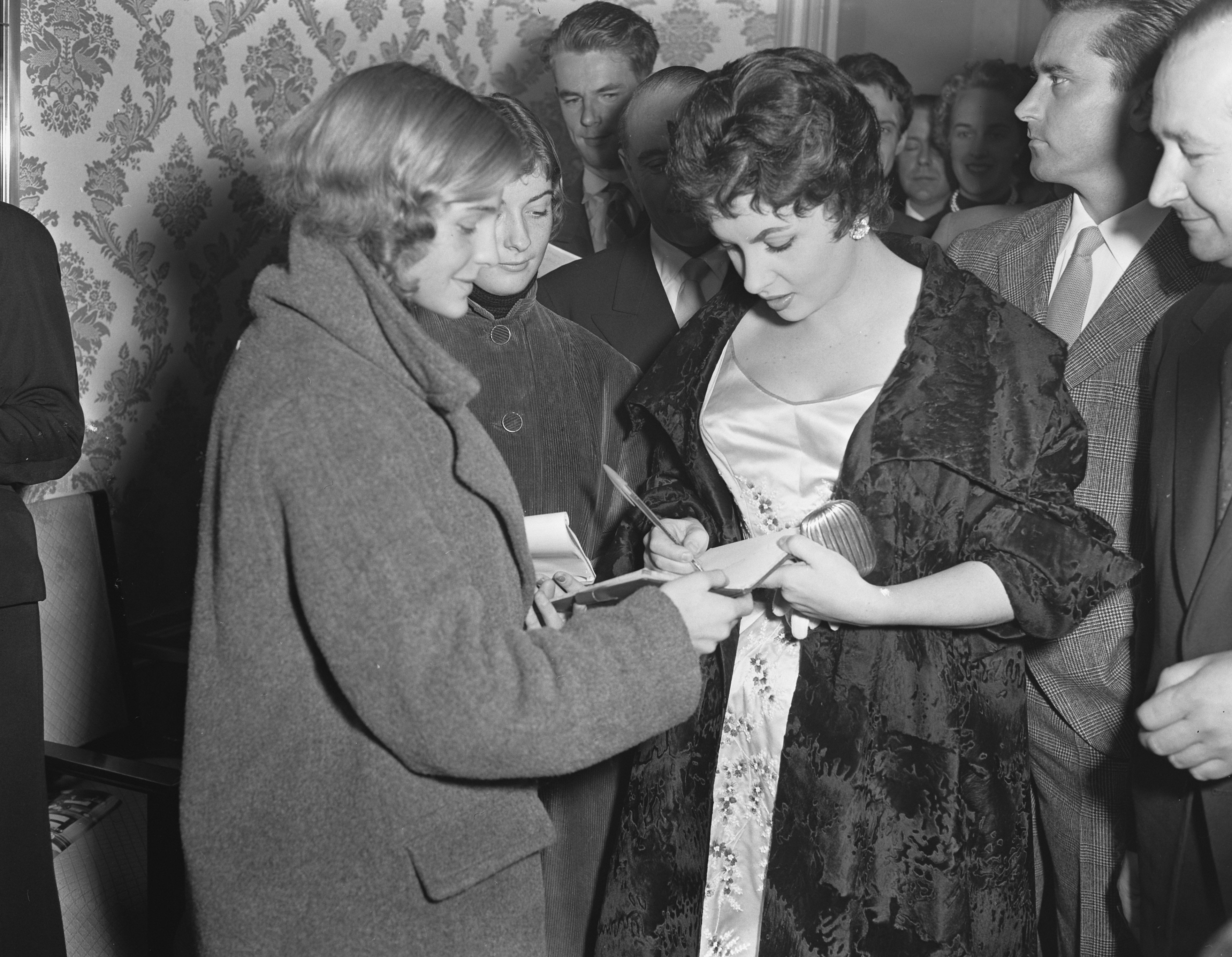
Lollobrigida in Amsterdam, 1955

Anfang der 1950er Jahre wurde Lollobrigida an der Seite von Gérard Philipe in Fanfan, der Husar und Die Schönen der Nacht einem breiten internationalen Publikum bekannt. Weitere Popularität in Italien bewirkte die Zusammenarbeit mit Luigi Comencini, der ihr die volkstümliche Rolle der „Bersagliera“ in seinen Liebeskomödien Brot, Liebe und Fantasie (1953) und Liebe, Brot und Eifersucht (1954) anvertraute, jeweils mit Vittorio De Sica als Leinwandpartner.
Als Sängerin bewies sich Lollobrigida 1955 in dem Film Die schönste Frau der Welt. In der Romanverfilmung Der Glöckner von Notre Dame (1956) spielte sie an der Seite Anthony Quinns die Rolle der Esmeralda. Danach drehte sie Filme in verschiedenen Genres, vom Monumentalfilm Salomon und die Königin von Saba (1959, mit Yul Brynner) bis hin zur Komödie Buona Sera, Mrs. Campbell (1968, mit Peter Lawford, Telly Savalas und Phil Silvers). Trotz weiterer Erfolge wie Fremde Bettgesellen (1965, mit Rock Hudson) stand sie zunehmend im Schatten ihrer jüngeren italienischen Kollegin Sophia Loren. Lorens Ehemann, der Filmproduzent Carlo Ponti, lobte rückblickend Lollobrigidas Schönheit, stufte sie aber als „mittelmäßige“ Schauspielerin ein.

### Vorübergehender Rückzug aus dem Filmgeschäft
Anfang der 1970er Jahre verabschiedete sich Lollobrigida vorübergehend von der Leinwand. Der Öffentlichkeit, in der sie oft „Gina nazionale“ oder kurz „la Lollo“ genannt wurde, präsentierte sie sich nun vorrangig als Fotografin. Unter anderem porträtierte sie bekannte Persönlichkeiten wie Paul Newman, Fidel Castro, Salvador Dalí und Henry Kissinger. Über Castro drehte sie 1975 die Kurzdokumentation Ritratto di Fidel. Außerdem war Lollobrigida Modefotografin für die Zeitschrift Vogue und gab vier Bildbände heraus, unter anderem über ihre Heimat Italien (La mia Italia, 1972) und die Philippinen (Manila bzw. The Philippines, 1979). Auch engagierte sie sich für Wohltätigkeitsorganisationen wie Ärzte ohne Grenzen, UNESCO und UNICEF.
Beim kanadischen World Film Festival war sie 1981 Jurypräsidentin. Anfang 1985 kam sie erstmals an den New Yorker Broadway, um dort in einer Wiederaufnahme von Tennessee Williams’ Die tätowierte Rose den Part von Anna Magnani zu spielen. Doch wurde das Stück zwei Wochen vor der Premiere wegen des Todes des Produzenten abgesetzt.
Im Jahr 1986 war Lollobrigida Jurypräsidentin der Berlinale. Es kam zu einem Eklat, als sie bei der Preisverleihung öffentlich bekundete, gegen den Gewinner des Goldenen Bären, Stammheim, gestimmt zu haben, den sie als „widerlichen“ Film empfand. Es handelte sich um eine Rekonstruktion des Gerichtsverfahrens gegen Anführer der Rote Armee Fraktion und die umstrittenen Umstände ihres Todes. Die Entscheidung der Jury (den zweiten Preis erhielt Die Messe ist aus von Nanni Moretti) bezeichnete Lollobrigida als „vorfabriziert“, „absurd“ und politisch motiviert. Die Festspielleitung warf ihr daraufhin „antidemokratisches Verhalten“ vor.

### Letzte Filmarbeiten, Bildhauerei und politische Ambitionen

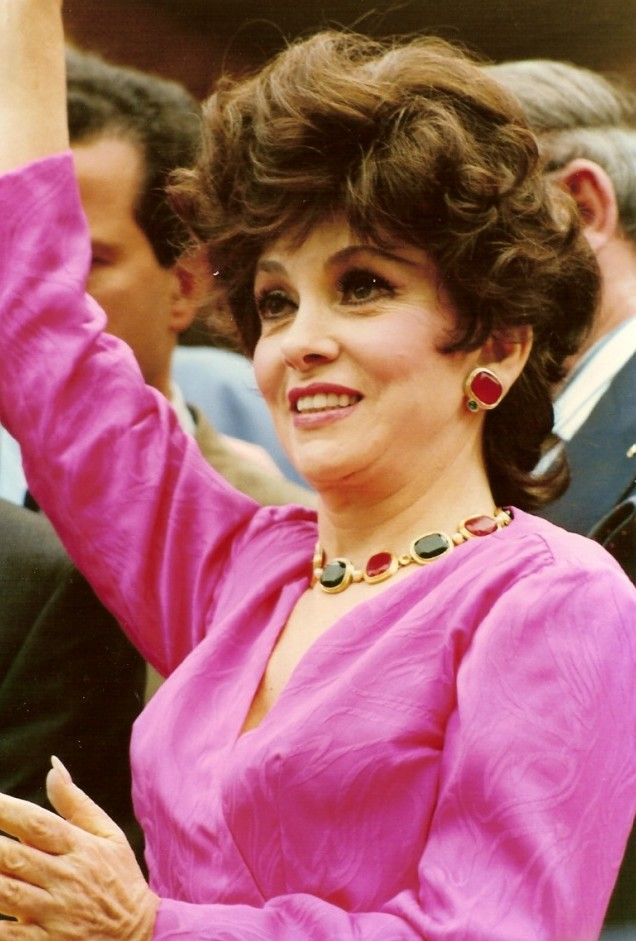
Lollobrigida bei den 44. Filmfestspielen von Cannes, 1991

Sporadisch kehrte Lollobrigida zum Schauspiel zurück, unter anderem 1984 in der Rolle der Francesca Gioberti in mehreren Folgen der US-amerikanischen Fernsehserie Falcon Crest, die ihr eine Golden-Globe-Nominierung einbrachte. Im Jahr 1986 folgte eine Gastrolle im zweiteiligen Weihnachts-Special der Serie Love Boat. 1988 war Lollobrigida als Mutter einer Prostituierten in Giuseppe Patroni Griffis Fernsehproduktion La Romana zu sehen – 1954 hatte sie unter der Regie von Luigi Zampa die Titelrolle des in die Prostitution abdriftenden schönen Mädchens in der Moravia-Adaption Die freudlose Straße gespielt. In ihrem letzten Filmauftritt, der französischen Kinoproduktion XXL von Ariel Zeitoun, trat sie 1997 an der Seite von Gérard Depardieu auf.
Von 1990 an nahm Lollobrigida Unterricht beim italienischen Bildhauer Giacomo Manzù. Eine große Bronzeplastik Lollobrigidas, die einen Adler darstellte, wurde 1992 im italienischen Pavillon der Expo 92 ausgestellt. Obwohl das Exponat von Kritikern als „fliegende Putte“ geschmäht wurde, nahm die Kunstakademie von Florenz Lollobrigida als Mitglied auf.
Im Jahr 1999 trat sie als Kandidatin des Wahlbündnisses von Romano Prodi erfolglos bei den Wahlen zum Europäischen Parlament an. Ein Jahr später warb sie auch in Deutschland für die Einführung des Euro.
Im Herbst 2003 fand in Paris eine erste umfassende Schau ihres bildhauerischen Werkes statt: Im Hôtel de la Monnaie wurden 44 Bronze- und Holzarbeiten gezeigt, die sie nach eigenen Angaben über einen Zeitraum von zehn Jahren geschaffen hatte, darunter Werke, die von ihren Filmfiguren in Trapez, Der Glöckner von Notre Dame, Salomon und die Königin von Saba, Kaiserliche Venus und Pinocchio inspiriert waren, sowie solche zu Marilyn Monroe und Liza Minnelli, denen sie die gesamte Ausstellung widmete. „Ich mag es, wenn meine Arbeiten ausdrucksstark und gefühlsbetont sind, es bedeutet, dass sie leben“, kommentierte Lollobrigida. Bereits im Juni 2003 hatte sie einen Großteil ihres Werks im Moskauer Puschkin-Museum gezeigt. Zur selben Zeit veröffentlichte sie das Buch Gina Lollobrigida, My world über ihre Arbeit als Künstlerin. Auch gründete sie zum Verkauf ihrer Skulpturen eine Ladenkette mit dem Namen Gina.
Im Februar 2018 wurde Lollobrigida mit einem Stern auf dem Hollywood Walk of Fame geehrt.
Zu den Parlamentswahlen in Italien 2022 trat Lollobrigida für das linkspopulistische Bündnis Italia Sovrana e Popolare an, dem auch der Partito Comunista angehörte. Sie scheiterte an der Drei-Prozent-Hürde und verfehlte damit den Einzug ins Parlament.

### Privates und Trivia
Lollobrigida lebte in Rom. Von 1949 bis zur Scheidung im Jahr 1971 war sie, die sich als „impulsiv“, aber „hartnäckig“ bezeichnete, mit dem slowenischen Arzt Milko Škofič verheiratet, der auch ihr Manager wurde. Aus der Ehe ging ein Sohn, Andrea Milko Škofič (* 1957), hervor.
Für Aufsehen in der Boulevardpresse sorgte am 27. Januar 2007 die abgesagte Hochzeit mit ihrem langjährigen, 34 Jahre jüngeren spanischen Lebensgefährten, Javier Rigau Rifols. 
Gegen ihn wurde später wegen Betrugs ermittelt: Eine Ehe zwischen ihm und Lollobrigida soll 2010 mit einer gefälschten Vollmacht geschlossen worden sein; einigen Berichten zufolge soll er mit einer Komplizin zusammengearbeitet haben, die sich bei der Eheschließung als Lollobrigida ausgegeben habe. 
Diese Ehe wurde 2017 von der Römischen Rota, dem vatikanischen Appellationsgericht, annulliert. 
Rigau gab nach der Scheidung in einem Interview an, sich bereits im Alter von 15 Jahren regelmäßig mit Lollobrigida getroffen zu haben; Lollobrigida nannte als Zeitpunkt ihres Kennenlernens zuerst 2006, dann 1982. Angeblich war sie wiederholt in das Haus der Rifols in den Bergen bei Barcelona gereist und hatte eine anfangs offenbar rein sexuelle Beziehung zu dem Jugendlichen unterhalten. Rechtliche Konsequenzen hatte diese Affäre nicht, da in Spanien sexuelle Beziehungen zu Minderjährigen in den 1970er Jahren nicht strafbar waren.
Im Oktober 2021 bestätigte das Oberste Gericht in Italien ein Urteil, wonach ein Vormund über das Vermögen Lollobrigidas zu wachen habe. Lollobrigida vermutete dahinter ein Komplott ihres Sohnes Milko. Zentral für Milkos Argumentation war die Rolle Andrea Piazzolas, des Assistenten seiner Mutter, dem er vorwarf, sie zu manipulieren. In einer TV-Sendung bezeichnete Lollobrigida Piazzola als ihr großes Glück; er sei wie ein Sohn für sie, ein guter Mensch. 
Ihren leiblichen Sohn und ihren Enkel wollte sie hingegen nicht mehr sehen.
Gina Lollobrigida stürzte im Jahr 2022 in ihrem Haus und zog sich einen Oberschenkelbruch zu. Sie starb am 16. Januar 2023 im Alter von 95 Jahren in einem Krankenhaus in Rom. Sie wurde am 20. Januar 2023 in ihrem Geburtsort Subiaco beigesetzt.
Sowohl eine Rosensorte (Gina Lollobrigida) als auch eine Salatsorte (Lollo rossa, Lollo bianca) wurden nach der Schauspielerin benannt.

## Filmografie (Auswahl)
- 1948: Bajazzo (I pagliacci)
- 1949: Länger kann die Braut nicht warten (La sposa non può attendere)
- 1950: Miss Italia[31]
- 1950: Zwischen Liebe und Laster (Alina)
- 1950: Herzen kennen keine Grenzen (Cuori senza frontiere)
- 1950: Ein Hundeleben (Vita da cani)
- 1951: Keine Liebe, aber … aber … (Amor non ho … però … però)
- 1951: Fünf Mädchen und ein Mann (A Tale of Five Cities)
- 1951: Jagd ohne Gnade (La città si difende)
- 1951: Achtung, Banditi! (Achtung! Banditi!)
- 1952: Wunder einer Stimme – Enrico Caruso (Enrico Caruso: Leggenda di una Voce)
- 1952: Andere Zeiten (Altri tempi)
- 1952: Fanfan, der Husar (Fanfan la Tulipe)
- 1952: Frau für eine Nacht (Moglie per una notte)
- 1952: Die Schönen der Nacht (Les Belles de nuit)
- 1953: Untreue (Le infedeli)
- 1953: Gefährliche Schönheit (La provinciale)
- 1953: Schach dem Teufel (Beat the Devil)
- 1953: Brot, Liebe und Fantasie (Pane, amore e fantasia)
- 1954: Boum sur Paris
- 1954: Die letzte Etappe (Le grand jeu)
- 1954: Gekreuzte Klingen (Il maestro di Don Giovanni)
- 1954: Die freudlose Straße (La romana)
- 1954: Liebe, Brot und Eifersucht (Pane, amore e gelosia)
- 1955: Die schönste Frau der Welt (La donna più bella del mondo)
- 1956: Trapez (Trapeze)
- 1956: Der Glöckner von Notre Dame (Notre Dame de Paris)
- 1958: Anna von Brooklyn (Anna di Brooklyn)
- 1959: Salomon und die Königin von Saba (Solomon and Sheba)
- 1959: Wo der heiße Wind weht (La legge)
- 1959: Wenn das Blut kocht (Never So Few)
- 1961: Geh nackt in die Welt (Go Naked in the World)
- 1961: Happy End im September (Come September)
- 1962: Die schöne Ippolita (La bellezza di Ippolita)
- 1962: Kaiserliche Venus (Venere imperiale)
- 1963: Verrückte Seefahrt (Mare matto)
- 1963: Die Strohpuppe (Woman of Straw)
- 1965: Die Puppen (Le bambole)
- 1965: Fremde Bettgesellen (Strange Bedfellows)
- 1966: Ergötzliche Nächte (Le piacevoli notti)
- 1966: Hotel Paradiso
- 1966: Nur eine Nacht, Chéri (Les Sultans)
- 1967: Cervantes – Der Abenteurer des Königs (Cervantes)
- 1968: Die Falle (La morte ha fatto l’uovo)
- 1968: Wo, bitte, gibt’s Bier an der Front? (The Private Navy of Sgt. O’Farrell)
- 1968: Buona Sera, Mrs. Campbell
- 1968: Liebe, Laster und Ganoven (Stuntman)
- 1969: Ein heißer November (Un bellissimo novembre)
- 1971: Matalo (…y seguian robandose el millon de dolares)
- 1972: König, Dame, Bube
- 1972: Pinocchio (Le avventure di Pinocchio) (Fernseh-Miniserie)
- 1984: Falcon Crest (Fernsehserie)
- 1985: Die Zwillingsschwestern (Deceptions) (Fernsehfilm)
- 1986: Love Boat (The Love Boat, Fernsehserie, zwei Folgen)
- 1988: Die Römerin (La romana, Fernsehserie, drei Folgen)
- 1995: 101 Nacht – Die Träume des M. Cinema (Les cent et une nuits de Simon Cinéma)
- 1996: Una donna in fuga (Fernsehfilm)
- 1997: XXL
- 2001: Mercurzio: Fatto di Te (Musikvideo)
- 2011: Box Office 3D: Il film dei film

## Bildbände als Fotografin

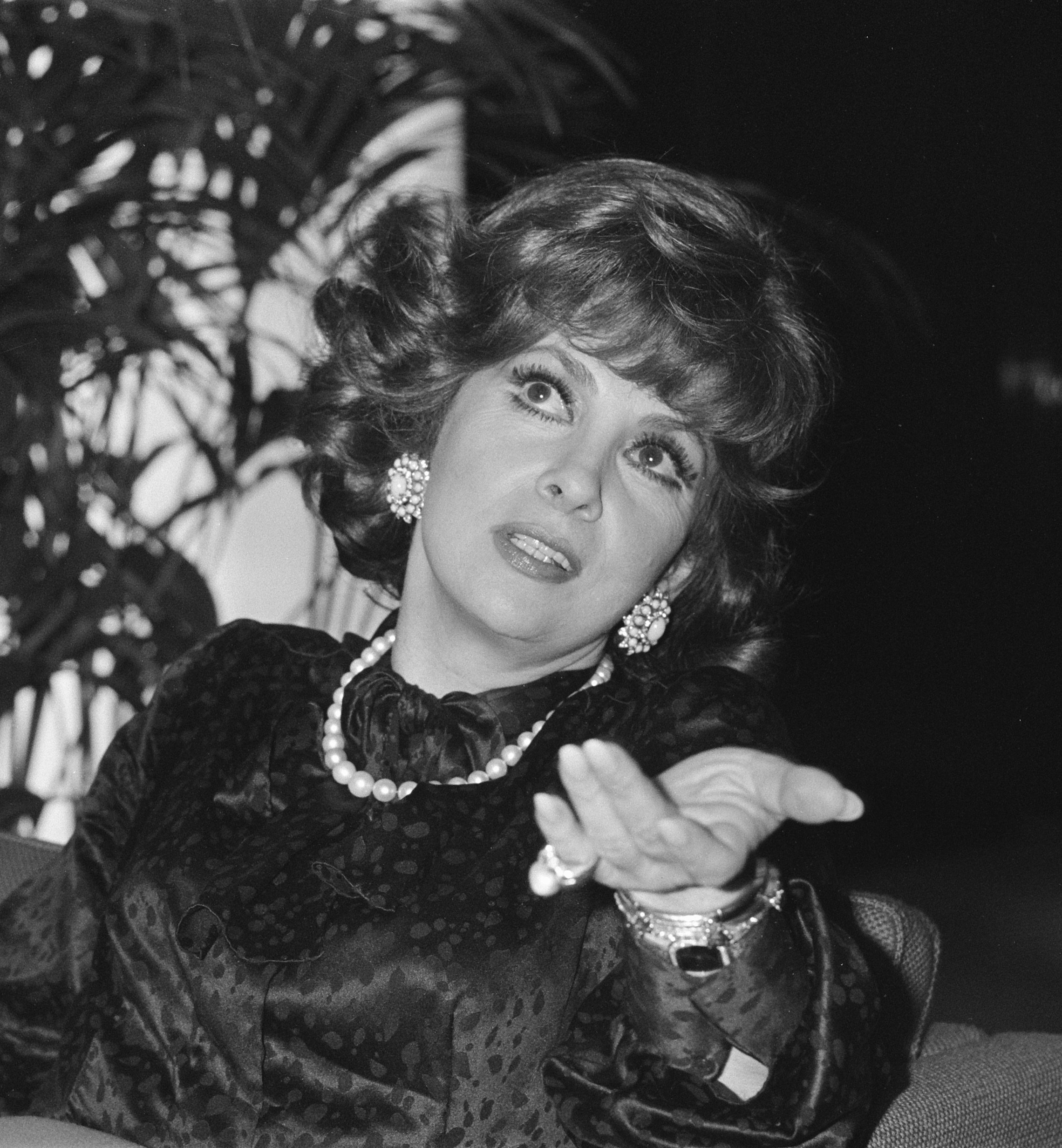
Gina Lollobrigida bei der Eröffnung ihrer Fotoausstellung in Rotterdam, 1980

- 1972: La mia Italia (deutsch: Mein Italien (Mit einer Einführung von Alberto Moravia übersetzt von E.-A. Nicklas). Verlag Volk und Welt, Berlin 1978 DNB 780448162).
- 1979: Manila bzw. The Philippines
- 1984: Il segreto delle rose
- 1993: Magica innocenza

## Auszeichnungen

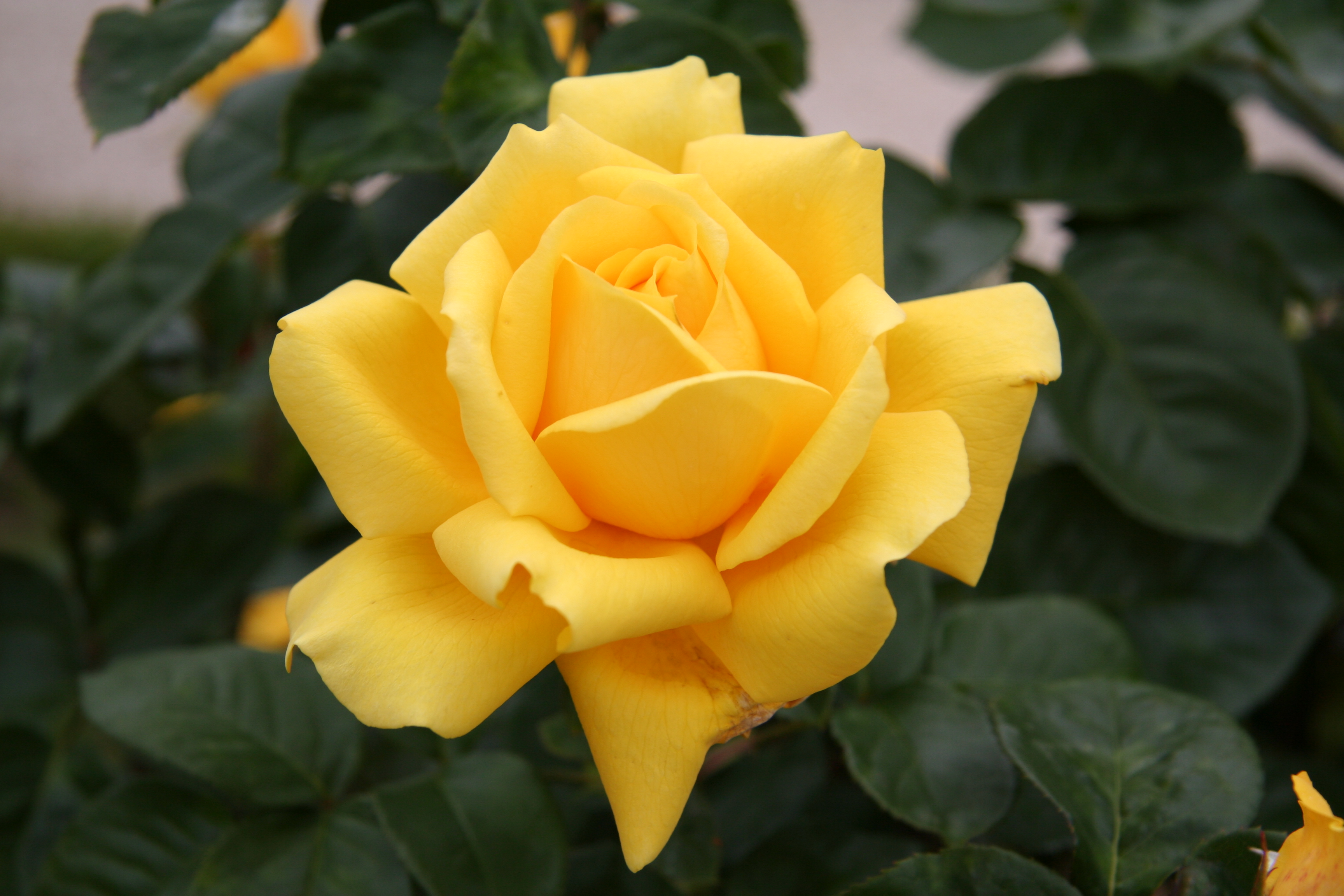
Rose Gina Lollobrigida im Rosengarten des Bagatelle, Paris

### Ehrungen
- 1954: Nastro d’Argento für Brot, Liebe und Fantasie (Beste Hauptdarstellerin)
- 1956: Bambi für Die schönste Frau der Welt (Beste Schauspielerin – International)
- 1956: David di Donatello für Die schönste Frau der Welt (Beste Darstellerin)
- 1957: Bambi für Der Glöckner von Notre Dame (Beste Schauspielerin – International)
- 1957: Silberner Bravo Otto
- 1958: Bambi für Trapez (Beste Schauspielerin – International)
- 1959: Bambi für Wo der heiße Wind weht (Beste Schauspielerin – International)
- 1961: Henrietta Award der Golden Globe Award (Beliebteste internationale Darstellerin)
- 1963: David di Donatello für Kaiserliche Venus (Beste Darstellerin)
- 1963: Nastro d’Argento für Kaiserliche Venus (Beste Hauptdarstellerin)
- 1969: David di Donatello für Buona Sera, Mrs. Campbell (Beste Darstellerin)
- 1985: Französisches Offizierskreuz für Kunst und Wissenschaft
- 1986: Berlinale Kamera der Internationalen Filmfestspiele Berlin
- 1986: Goldene Plakette der Stadt Rom bei der David-di-Donatello-Verleihung
- 1987: Jubiläums-Bambi (als Repräsentantin der 1960er Jahre)
- 1987: Verdienstorden der Italienischen Republik
- 1988: Targa d’Oro Europea
- 1989: Telegatto
- 1990: Sonder-Bambi
- 1992: Premio Grolla d’oro
- 1993: Ritterkreuz der französischen Ehrenlegion
- 1995: Spezialpreis des Internationalen Filmfestivals Karlovy Vary (Besonderer Beitrag zum Weltkino)
- 1996: Jubiläumspreis bei der David-di-Donatello-Verleihung (40. Preisjubiläum)
- 1996: „Actor’s Mission Award“ des Art Film Festival
- 1997: Joseph-Plateau-Preis für ihr Lebenswerk
- 1997: Premio Flaiano für ihr Lebenswerk
- 2001: Taormina Arte Award des Taormina International Film Festival
- 2006: Jubiläumspreis bei der David-di-Donatello-Verleihung (50. Preisjubiläum)
- 2008: Preis für das Lebenswerk des Filmfestivals von Rom

### Nominierungen
- 1955: Nominierung für den British Film Academy Award für Liebe, Brot und Phantasie (Beste ausländische Darstellerin)
- 1969: Golden-Globe-Nominierung für Buona Sera, Mrs. Campbell (Beste Hauptdarstellerin – Komödie oder Musical)
- 1985: Golden-Globe-Nominierung für Falcon Crest (Beste Nebendarstellerin – Serie, Mini-Serie oder TV-Film)

## Schriften (Auswahl)
- Gina Lollobrigida: Italia mia. Fotografie di Gina Lollobrigida. Presentazione di Alberto Moravia. Salani, Firenze 1972, OCLC 7104492. (deutsch: Hanns Reich, Düsseldorf 1973, OCLC 836415272; Mein Italien: ein Bildband, Verlag Volk und Welt, Berlin 1978, OCLC 258397500)
- Gina Lollobrigida: My World: Moscow, State Pushkin Museum of Fine Arts, Venice Lido, Open 2003 Arte e Cinema, Paris, Musée de la Monnaie: Bronze Sculptures, Marble Sculptures, Cinema, Drawings, Biography / Il mio mondo: sculture in bronzo, sculture in marmo, disegni, cinema, biografia. Il Cigno, Roma 2003, ISBN 88-7831-145-6 (englische und italienische Ausgabe).